# Christopher Lillis
Christopher Lillis (Rochester (New York), 4 oktober 1998) is een Amerikaanse freestyleskiër. Hij is de broer van freestyleskiërs Jonathon Lillis en de in 2017 overleden Michael Lillis.

## Carrière
Bij zijn wereldbekerdebuut, op 4 februari 2016 in Deer Valley, eindigde Lillis op de negende plaats. Op 20 februari 2016 boekte de Amerikaan in Minsk zijn eerste wereldbekerzege. Op de wereldkampioenschappen freestyleskiën 2019 in Park City eindigde hij als zevende op het onderdeel, in de landenwedstrijd aerials eindigde hij samen met broer Jonathon en Ashley Caldwell op de zesde plaats.

## Resultaten

### Wereldkampioenschappen
| Jaar | Plaats    | Resultaten                 |
| ---- | --------- | -------------------------- |
| 2019 | Park City | 7e Aerials 6e Aerials team |

### Wereldbeker
Eindklasseringen
| Seizoen   | Algm | AE  |
| --------- | ---- | --- |
| 2015/2016 | 26e  | 6e  |
| 2016/2017 | 56e  | 8e  |
| 2018/2019 | 36e  | 13e |
| 2019/2020 | 29e  | 6e  |

Wereldbekerzeges
| Datum            | Plaats | Onderdeel |
| ---------------- | ------ | --------- |
| 20 februari 2016 | Minsk  | Aerials   |
| 28 februari 2020 | Almaty | Aerials   |